# 內拉什
40°31′N 7°51′W / 40.517°N 7.850°W

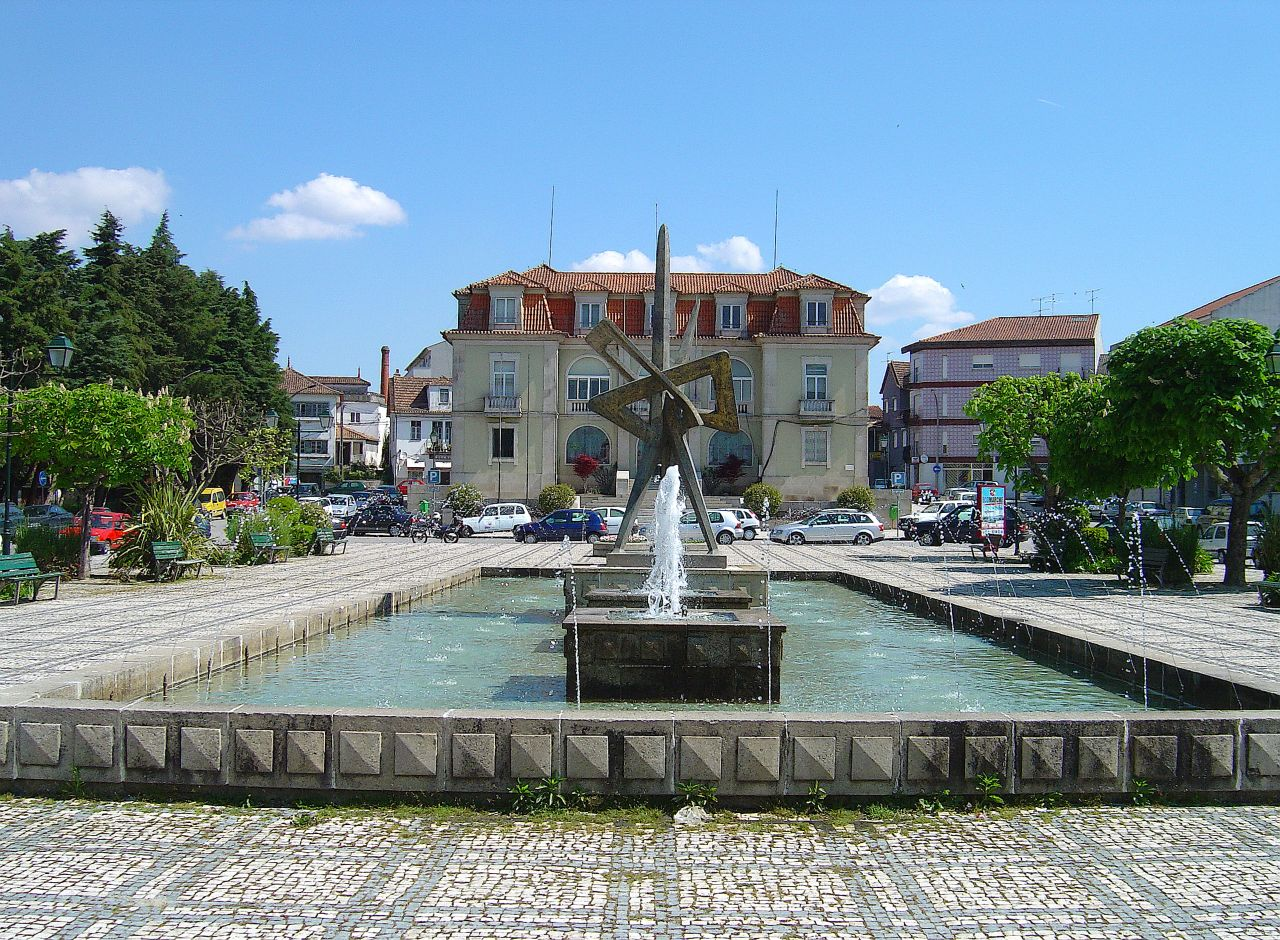

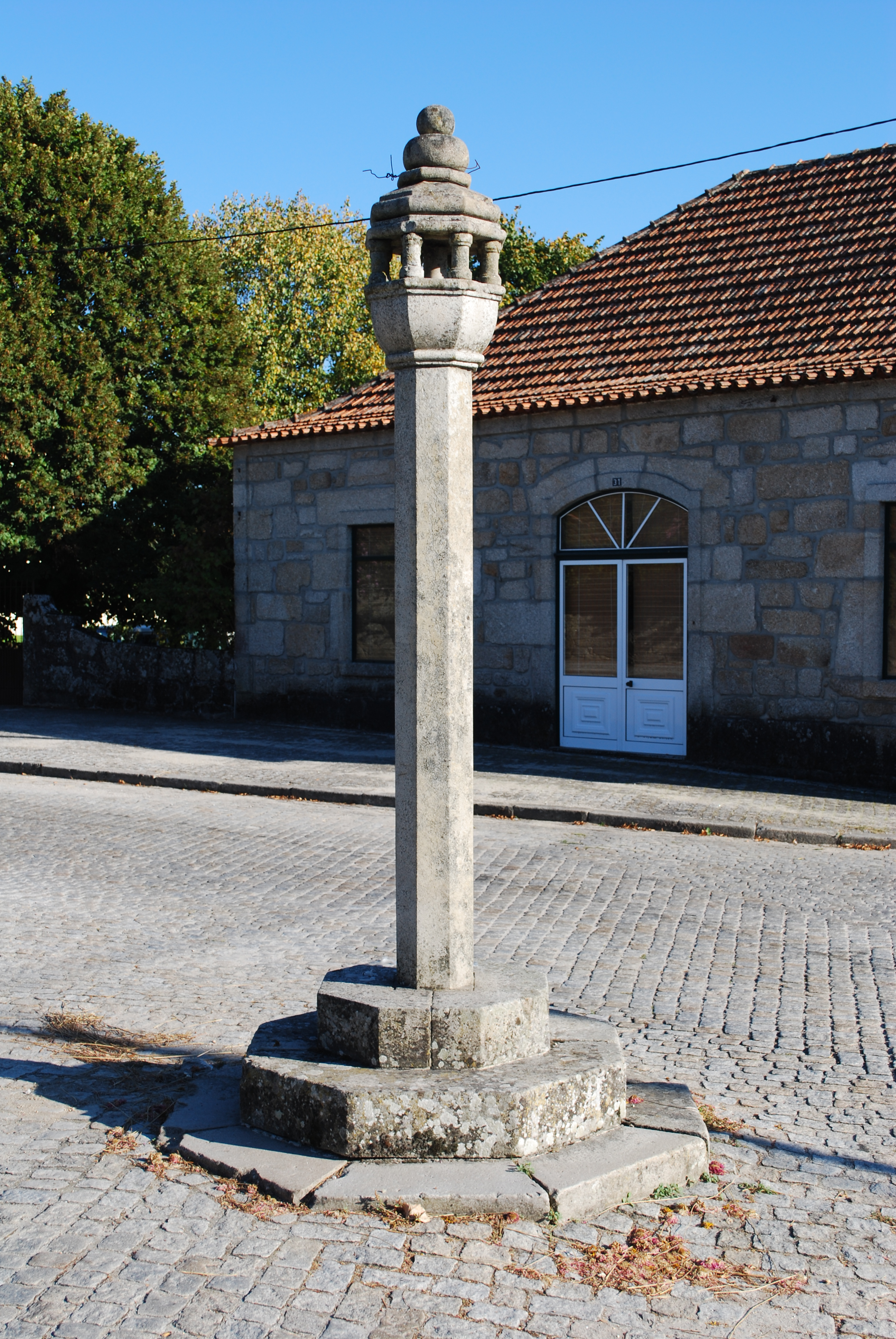

內拉什（葡萄牙語：Nelas），是葡萄牙的城鎮，位於該國中北部，由維塞烏區負責管轄，始建於1140年，面積125.71平方公里，2011年人口14,037，該城鎮人口密度每平方公里111.66人。